# Decolopoda qasimi
Decolopoda qasimi is een zeespin uit de familie Colossendeidae. De soort behoort tot het geslacht Decolopoda. Decolopoda qasimi werd in 1993 voor het eerst wetenschappelijk beschreven door Sree, Sreepada & Parulekar. 